# Groot Piscadera
Groot Piscadera – dzielnica (wijk) miasta Willemstad oraz osada (buurt), w dystrykcie Willemstad, w kraju autonomicznym Curaçao, należącym do Holandii, w Ameryce Południowej. 20 października 2023 r. liczyła 2614 mieszkańców.  

## Osady
W skład dzielnicy wchodzą cztery osady (buurt):
| Lp. | Nazwa                     | Powierzchnia km² | Liczba mieszkańców |
| --- | ------------------------- | ---------------- | ------------------ |
| 1.  | De Savaan (Volkswoningen) | 0,11             | 902                |
| 2.  | Groot Piscadera           | 1,30             | 636                |
| 3.  | Julianadorp               | 1,37             | 894                |
| 4.  | Piscadera Berde           | 0,67             | 181                |